# Borba (Amazonas)
Borba, amtlich Município de Borba, ist eine Gemeinde im Osten des brasilianischen Bundesstaates Amazonas am Rio Madeira. Borba liegt auf 90 Metern über dem Meeresspiegel und erstreckt sich über etwa 44.236 Quadratkilometer. Die Gemeinde zählte laut Schätzung des brasilianischen Statistikamts IBGE 2024 34.879 Einwohner, Borbenser genannt, und hat eine Bevölkerungsdichte von etwa 0,8 Personen pro km². Sie liegt 157 km Luftlinie von der Hauptstadt Manaus entfernt und steht an 14. Stelle der 62 Munizipien des Bundesstaates. Der namengebende urban bebaute Sitz des Munizips umfasst etwa 3,2 km².

## Geographie
Umliegende Gemeinden sind im Norden Autazes, Nova Olinda do Norte und Careiro; im Westen Beruri; im Süden Novo Aripuanã und Manicoré; im Osten Maués.
Der Ortskern liegt am rechten Ufer des Mittellaufs des Rio Madeira gegenüber einer Flussinsel.

### Vegetation
Das Biom ist Amazonas-Regenwald (Amazônia). Es gibt Terra preta, die auch genutzt wird.

### Klima
In der Gemeinde herrscht Tropisches Regenwaldklima (Monsun), nach der Effektive Klimaklassifikation von Köppen und Geiger Af. Die Jahresdurchschnittstemperatur liegt bei 26,4 °C. Jährlich fallen etwa 2588 mm Niederschlag. Die Luftfeuchtigkeit liegt zwischen 80 % und 89 %. In den meisten Monaten des Jahres gibt es starke Niederschläge. Die Trockenzeit ist kurz. Sommer und Winter sind nicht unterscheidbar.
|                       | Jan  | Feb  | Mär  | Apr  | Mai  | Jun  | Jul  | Aug  | Sep  | Okt  | Nov  | Dez  |   |      |
| Mittl. Tagesmax. (°C) | 29,1 | 29,0 | 29,2 | 29,1 | 29,1 | 29,3 | 29,8 | 31,2 | 31,4 | 31,4 | 30,9 | 29,7 | ⌀ | 29,9 |
| Mittl. Tagesmin. (°C) | 23,8 | 23,7 | 23,8 | 23,7 | 23,7 | 23,5 | 23,5 | 24,1 | 24,4 | 24,6 | 24,5 | 24,1 | ⌀ | 24   |
|                       |      |      |      |      |      |      |      |      |      |      |      |      |   |      |
| Niederschlag (mm)     | 315  | 297  | 352  | 317  | 244  | 127  | 92   | 95   | 137  | 152  | 188  | 272  | Σ | 2588 |

| 23,8 |

| 23,7 |

| 23,8 |

| 23,7 |

| 23,7 |

| 23,5 |

| 23,5 |

| 24,1 |

| 24,4 |

| 24,6 |

| 24,5 |

| 24,1 |

| 23,8 |

| 23,7 |

| 23,8 |

| 23,7 |

| 23,7 |

| 23,5 |

| 23,5 |

| 24,1 |

| 24,4 |

| 24,6 |

| 24,5 |

| 24,1 |

| N i e d e r s c h l a g | 315 | 297 | 352 | 317 | 244 | 127 | 92  | 95  | 137 | 152 | 188 | 272 |
|                         | Jan | Feb | Mär | Apr | Mai | Jun | Jul | Aug | Sep | Okt | Nov | Dez |

## Geschichte
Die Erstgründung wird auf den 3. März 1755 datiert. Die Stadtrechtsverleihung erfolgte durch das Provinzialgesetz Nr. 781 am 26. September 1888 und der Ausgliederung aus Manaus.
Seit 1993 ist Borba Sitz der römisch-katholischen Territorialprälatur Borba, deren Hauptkirche die Kathedrale Basílica de Santo Antônio ist. Die Territorialprälatur wurde 2022 zum Bistum Borba erhoben.

## Demografie

### Bevölkerungsentwicklung
| Jahr | Einwohner | Stadt  | Land   |
| --- | --------- | ------ | ------ |
| 1900 | 9.428     | ?      | ?      |
| 1920 | 17.330    | ?      | ?      |
| 1940 | 14.556    | 1.272  | 13.284 |
| 1950 | 18.656    | 2.332  | 16.324 |
| 1960 | 19.819    | 1.963  | 17.856 |
| 1970 | 16.514    | 2.750  | 13.764 |
| 1980 | 23.568    | 6.928  | 16.640 |
| 1991 | 17.217    | 7.913  | 9.304  |
| 2000 | 28.619    | 11.246 | 17.373 |
| 2010 | 34.452    | 14.409 | 20.043 |
| 2021 | 42.328    | ?      | ?      |
| Die zur Anzeige dieser Grafik verwendete Erweiterung wurde dauerhaft deaktiviert. Wir arbeiten aktuell daran, diese und weitere betroffene Grafiken auf ein neues Format umzustellen. (Mehr dazu) |           |        |        |

Quelle: IBGE (2011)

### Ethnische Zusammensetzung
Ethnische Gruppen nach der statistischen Einteilung des IBGE (Stand 2000 mit 28.619 Einwohnern, Stand 2010 mit 34.961 Einwohnern): Von diesen lebten 2010 14.434 Einwohner im städtischen Bereich und 20.527 im ländlichen Raum und Regenwaldgebiet.
| Gruppe      | Anteil 2000 | Anteil 2010 |   | Anmerkung                        |
| Brancos     | 4.473       | 4.407       | ▼ | Weiße, Nachfahren von Europäern  |
| Pardos      | 17.361      | 25.659      | ▲ | Mischrassige, Mulatten, Mestizen |
| Pretos      | 1.063       | 695         | ▼ | Schwarze                         |
| Amarelos    | 175         | 113         | ▼ | Asiaten                          |
| Indígenas   | 4.460       | 4.051       | ▼ | indigene Bevölkerung             |
| ohne Angabe | 1.087       | –           |   |                                  |

## Kommunalpolitik
Stadtpräfekt (Bürgermeister) ist nach der Kommunalwahl 2020 für die Amtszeit 2021 bis 2024 Simão Peixoto Lima von den Progressistas. 

## Durchschnittseinkommen und HDI
Das monatliche Durchschnittseinkommen betrug 2019 den Faktor 1,9 des brasilianischen Mindestlohns (Salário mínimo) von R$ 998,00 (somit R$ 1896,2 oder etwa 345 €). Der Index der menschlichen Entwicklung (HDI) ist mit 0,560 für 2010 als niedrig eingestuft. Das Bruttosozialprodukt pro Kopf betrug 2019 7947,15 R$. Es liegt durchgehend große Arbeitslosigkeit vor, 2010 verdienten 55 % der Bevölkerung nur die Hälfte des Mindestlohns.